# Santa Bárbara de Casa

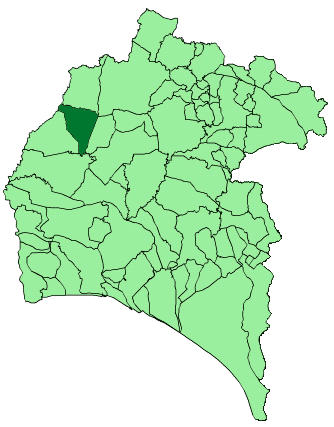
Bản đồ Santa Bárbara de Casa.

Cờ của Santa Bárbara de Casa

Huy hiệu Santa Bárbara de Casa

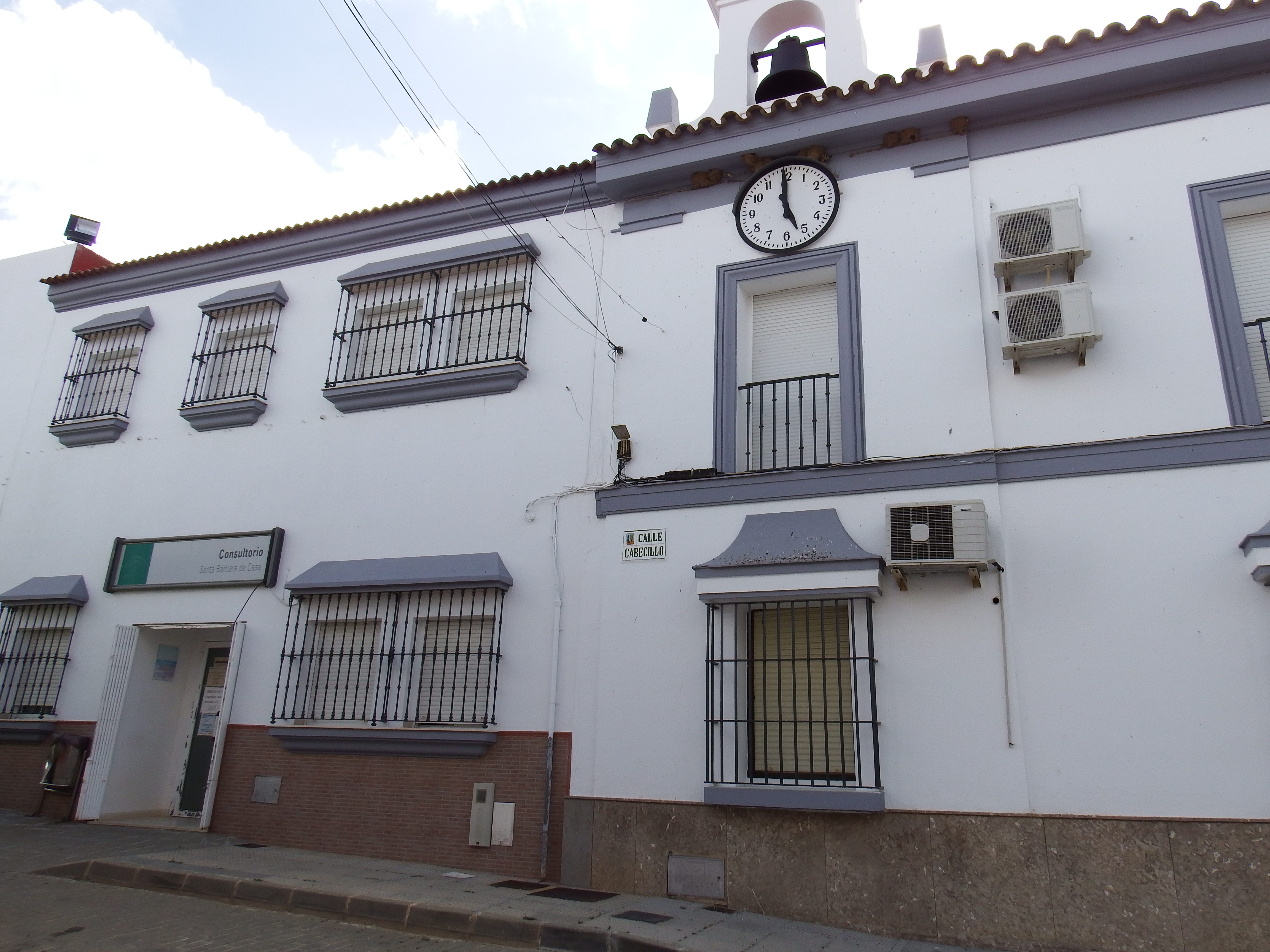

Santa Bárbara de Casa (dân số theo thống kê năm 2004 là 1.237 dân) là một đô thị ở tỉnh Huelva của Tây Ban Nha. Đô thị này cách tỉnh lỵ Huelva 80 km.

## Lịch sử
Khu vực này bị Alfonso X xâm chiếm từ Moors và ban cho dòng họ quý tộc Guzmán. Khu vực này được khảo sát ngày 5/12/1550 và đã được gọi là Santa Barvola. Năm 1643, thị xã bị Bồ Đào Nha chiếm. Dân số bị sụt giảm nhưng lại phục hồi vào thế kỷ 18. Năm 1916, nó được đổi tên là Casa theo tên một con suối gần thị trấn.